# Anisodes pictimaculis
Anisodes pictimaculis là một loài bướm đêm trong họ Geometridae.